# Music of My Mind
Albums de Stevie Wonder
Where I'm Coming From
(1971) Talking Book
(1972)
Music of My Mind est le 14e album studio de Stevie Wonder, sorti le 3 mars, 1972. C'est le premier des cinq albums réalisés pendant sa « période classique » au cours des années 1970 avec Talking Book, Innervisions, Fulfillingness' First Finale, et Songs in the Key of Life.
Stevie Wonder introduit pour la première fois de manière systématique le synthétiseur sur toutes les chansons de cet album. Cette œuvre constitue un travail beaucoup plus mûr que le précédent album Where I'm Coming From pour lequel il avait eu pour la première fois un contrôle artistique complet. Cet album montre aussi son ambition musicale grandissante puisqu'il donne plus de poids à différents genres musicaux avec des morceaux plus longs que d'habitude. Il joue la plupart des instruments sur l'album et seulement deux autres musiciens ont participé à l'enregistrement.
Cet album très différent de tout ce qu'il a pu produire jusque-là sur le label Motown marque un tournant dans sa carrière. Les titres Superwoman (Where Were You When I Needed You), Happier Than The Morning Sun et I Love Everything About You constituent les hits de l'album. L'album s'est classé 6e sur le Black Album Chart et 21e sur le Pop Albums Chart, et il a été désigné 284e meilleur album de tous les temps par le magazine Rolling Stone en 2003.

## Titres
Toutes les chansons ont été écrites par Stevie Wonder sauf mention contraire.
| 1.    | Love Having You Around                        | Wonder/S.Wright | 7:23 |
| 2.    | Superwoman (Where Were You When I Needed You) | Wonder          | 8:07 |
| 3.    | I Love Every Little Thing About You           | Wonder          | 3:55 |
| 4.    | Sweet Little Girl                             | Wonder          | 4:59 |
| 5.    | Happier Than the Morning Sun                  | Wonder          | 5:18 |
| 6.    | Girl Blue                                     | Wonder/Y.Wright | 3:36 |
| 7.    | Seems So Long                                 | Wonder          | 4:22 |
| 8.    | Keep On Running                               | Wonder          | 6:40 |
| 9.    | Evil                                          | Wonder/Y.Wright | 3:33 |
| 47:53 |                                               |                 |      |

## Musiciens
- Stevie Wonder – chant, chœurs (1–5, 8), piano acoustique, piano électrique Fender Rhodes, clavinet Hohner, Moog basse, synthétiseur T.O.N.T.O, harmonica, Talk Box, batterie, bongos, claquements de mains.
- Art Baron – trombone
- Buzz Feiten – guitare électrique
- Malcolm Cecil – programmation du Moog, production, ingénieur.
- Robert Margouleff – programmation du Moog, production, ingénieur.
- Syreeta – chœurs (4)
- Non crédité – chœurs (1, 8, 9)

## Singles
- 1972 : Keep On Running (36e Black Singles Chart, 90e Pop Singles Chart)
- 1972 : Superwoman (Where Were You When I Needed You) (13e Black Singles Chart, 33e Pop Singles Chart)